# فرانك بار
فرانك بار (1 يونيو 1928 في المملكة المتحدة - 8 مايو 2012 بلندن في الإمبراطورية الرومانية) (بالإنجليزية: Frank Parr)‏ هو عازف جاز ولاعب كريكت بريطاني. لعب مع نادي مقاطعة لانكشر للكريكت ‏.

## وصلات خارجية
- فرانك بار على موقع ميوزك برينز (الإنجليزية)
- فرانك بار على موقع ديسكوغز (الإنجليزية)

- فرانك بار على موقع إي آس بي آن كريك إنفو (الإنجليزية)